# Emil Filla
Emil Filla (4 aprilie 1882 – 7 noiembrie 1953) a fost un pictor ceh, lider al avangardei artistice din Praga în perioada interbelică și unul dintre cei mai cunoscuți artiști cubiști.

## Primii ani
Filla s-a născut în Chropyne, Moravia, și și-a petrecut copilăria în Brno, dar mai târziu s-a mutat la Praga. Începând din 1903, el a studiat la Academia de Arte Frumoase din Praga, dar a abandonat studiile în 1906.

## Pictura
Filla a fost un membru al grupului Osma (Cei opt) în anii 1907-1908, care avea elemente comune cu fauviștii și, de asemenea, a avut legături directe cu grupul expresionist german Die Brücke. Printre lucrările importante ale lui Filla din această perioadă se află Cititorul de Dostoievski (1907) și Jucători de șah (1908). În 1909, el a devenit membru al Uniunii de Arte Frumoase Mánes.
Începând din 1910 el a pictat în primul rând într-un stil cubist, influențat puternic de Picasso și Braque, și a realizat lucrări precum Salome (1911) și Scăldătorii (1912). De asemenea, el a început să picteze mai multe naturi statice prin acea perioadă, promovând cubismul și publicând de reproduceri ale operelor lui Picasso. După ce atât cititori i, cât și liderii uniunii Mánes au avut reacții negative, el și cu alți pictori s-au retras din grupul Mánes și au fondat Skupina výtvarných umělců (Grupul de Artiști Vizuali), care a fost un grup de orientare cubistă.
În jurul anului 1913, el și Otto Gutfreund au realizat unele dintre cele mai vechi sculpturi cubiste produse în întreaga lume. Înainte de Primul Război Mondial s-a mutat la Paris, dar a plecat în Țările de Jos, atunci când a izbucnit războiul. S-a întors la Praga după război. În 1920, el a dezvoltat propria versiune a cubismului și s-a alăturat din nou grupului Mánes. Ca și mulți alți moderniști cehi, el a fost activ atât în design, cât și în pictură; în 1925 el a proiectat picturi pe sticlă pentru Pavilionul Cehoslovac de la Expoziția Internațională de Arte Decorative și Industriale Moderne de la Paris. La sfârșitul anilor 1920 și începutul anilor 1930, influența suprarealistă a început, de asemenea, să se observe în pictură și sculptură și el a participat la Poesie 1932, o expoziție internațională de la Praga, care a  prezentat suprarealismul publicului ceh. El nu a făcut, totuși, să devină un suprarealist.

## Al Doilea Război Mondial și perioada postbelică
În prima zi a celui de-al Doilea Război Mondial a fost arestat de Gestapo, împreună cu pictorul Josef Čapek și cu alții și, ulterior, a fost închis în lagărele de concentrare germane de la Dachau și Buchenwald. Cu toate acestea, el a supraviețuit, s-a întors acasă și a început să predea la Vysoká škola uměleckoprůmyslová v Praze (VŠUP—Academia de Arte, Arhitectură și Design din Praga). În 1945, el a fost primul artist pentru care s-a realizat o expoziție postbelică la galeriile Mánes. După război, el a expus în principal lucrări din ciclul Boje o zápasy (Lupte și confruntări) și mai târziu a pictat în principal peisaje. În timpul vieții sale el a fost activ ca pictor, sculptor, colecționar de artă, teoretician, editor, organizator și diplomat. A murit la Praga și este înmormântat în cimitirul din cartierul Střešovice al capitalei cehe.
El i-a idolatrizat pe Vincent van Gogh, Pierre Bonnard și Edvard Munch, precum și pe Picasso și Braque.

## Legături externe
- biografie on-line